# 9K119 Refleks
9K119 Refleks – rosyjski system przeciwpancernych pocisków kierowanych strzelający pociskami 9M119 Refleks. Oznaczenie NATO - AT-11 Sniper.
Litera K w nazwie (np. 9K119 Refleks) oznacza cały system: pocisk wraz z systemem kierowania (celownikiem), natomiast litera M w nazwie (np. 9M119 Refleks) informuje że chodzi o sam pocisk.
System montowany jest w czołgach T-80 oraz T-90. Istnieje bardzo podobny system 9K120 Swir, który montowany jest w czołgach T-72B.
Pocisk jest wystrzeliwany z działa czołgu, jego ładowanie jest podobne jak klasycznych pocisków. Zasięg pocisku: 5 km. Prędkość pocisku wynosi 420 m/s. Pocisk 9M119 jest kierowany półautomatycznie (podczas celowania działonowy musi utrzymywać znak celowniczy na celu) w kodowanej wiązce laserowej, emitowanej przez celownik-dalmierz 1G46.
Zalety i wady tego typu systemów ppk są różnie oceniane w rosyjskich publikacjach. Jak dotąd system nie były jeszcze sprawdzony w warunkach bojowych. Zaletą pocisków jest zwiększenie promienia rażenia czołgu do 5 km.
Czołgi standardowo posiadają 6 tego typu pocisków, ale ze względu na cenę systemu, używany jest tylko w jednostkach elitarnych.
Tego typu system nie ma od roku 1991 odpowiednika w wojskach państw NATO, gdy US Army wycofało z użycia pociski MGM-51 Shillelagh.
Istnieje wersja systemu 9K119M Inwar z pociskiem 9M119M - system przeznaczony do atakowania celów z pancerzem reaktywnym.
W różnych źródłach można znaleźć sprzeczne nazewnictwo systemów i pocisków Refleks i Swir:
- jedne źródła podają 9M119 Refleks oraz 9M120 Swir (Svir) - ta wersja została przyjęta jako prawidłowa
- inne - 9M119 Swir oraz 9M120 Refleks (odwrotne nazwanie Swir i Refleks)
- jeszcze inne - 9M119 Refleks, 9M119 Swir oraz 9M120 Wichr (Vikhr)

Różne wersje wskazują na to, że mylone są pociski (oznaczenie M) z systemami (oznaczenie K) i ich nazwy własne (tym bardziej że system 9K120 Swir korzysta z pocisków 9M119 Refleks).